# Tevfik Turan
Tevfik Turan (* 1954 in Istanbul) ist ein in Deutschland lebender türkischer Germanist, Herausgeber und literarischer Übersetzer.

## Leben
Turan studierte Germanistik und Kunstgeschichte in der Türkei und war dort als Übersetzer und Deutschlehrer tätig. Seit 1981 ist er Lektor für Türkisch an der Universität Hamburg.
Turan zeichnet für Neubearbeitungen von Wörterbüchern des Verlags Langenscheidt verantwortlich. Von ihm stammt das türkische Sprachlehrwerk Türkçe Kursu (1 und 2). Als literarischer Übersetzer übertrug Turan Werke von Walter Benjamin, Peter Handke, Ernst Jandl, Franz Kafka, Alexander Kluge, Klaus Mann, Sten Nadolny, Cees Noteboom, Patrick Süskind und Stefan Zweig in seine Muttersprache. Für sein übersetzerisches Gesamtwerk erhielt Turan 2016 den Preis „Tarabya“. Ab 1989 übersetzte er zusammen mit Christina Tremmel-Turan vom Türkischen ins Deutsche. Daneben ist er auch Herausgeber im „Verlag auf dem Ruffel“ und im Istanbuler Verlag „OPM“.